# Santa Fe (Sonora)
Santa Fe o también llamado Jesús Paz, es un ejido semi-despoblado del Municipio de Átil ubicado en el norte del estado mexicano de Sonora, en la zona del Desierto de Sonora. El ejido es la cuarta localidad más habitada del municipio contando con sólo 2 habitantes según el Censo de Población y Vivienda de 2020 realizado por el INEGI.

## Geografía
Véase también: Geografía del Municipio de Átil
La localidad se encuentra bajo las coordenadas geográficas 30°50'35.311" de latitud norte y 111°33'46.953" de longitud oeste del meridiano de Greenwich, a una altura media de 570 metros sobre el nivel del mar.